# Ragtown (Califórnia)
- Para a cidade homónima no Nevada, consulte o artigo:Ragtown.

Ragtown é uma antiga cidade mineira, hoje uma cidade fantasma no Deserto de Mojave, no condado de San Bernardino na Califórnia, Estados Unidos. John Suter descobriu ouro na área de Bagdad-Chase por volta de 1898.